# Zossen
Zossen est une ville du Land de Brandebourg (arrondissement de Teltow-Fläming) en Allemagne.

## Géographie
Zossen se trouve à près de 40 km au sud de Berlin.

## Histoire
| Appartenances historiques Marche de Brandebourg 1157-1806 Royaume de Prusse (Province de Brandebourg) 1806–1918 République de Weimar 1918–1933 Reich allemand 1933–1945 Allemagne occupée 1945–1949 République démocratique allemande 1949–1990 Allemagne 1990–présent |

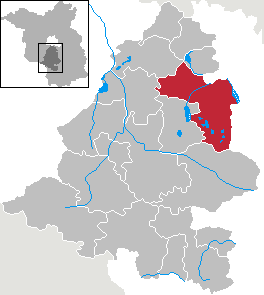
Localisation de Zossen dans l'arrondissement de Teltow-Fläming

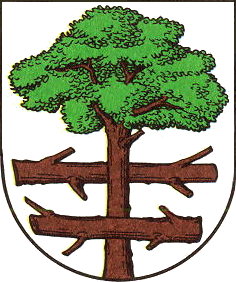
Ancien blason de la ville jusqu'en 1996

La région de Zossen fut habitée dès l'âge du bronze, mais la ville fut fondée au Haut Moyen Âge par des Slaves. Son nom dérive du slave Sosny, pin (symbolisé sur le blason de la cité), puis au cours de la période médiévale il apparaît sous différentes formes : Sossen, Suzozne, Zozne.
Les princes polonais fortifient la ville au IXe siècle pour défendre leur territoire de l'Ostsiedlung : l'expansion germanique en Europe orientale.
En 1157, le prince polonais Jaxa de Copnic fut battu par Albert Ier de Brandebourg, surnommé Albert l'Ours : la région passa sous contrôle germanique, mais la Germania Slavica transparaît toujours au travers les noms germanisés de nombreux lieux aux origines polabe ou sorabe , tels Köpenick (devenu par la suite un faubourg de Berlin), Zossen ou Rostock…
En 1910, un camp d'entraînement et une garnison de l'Armée impériale allemande y sont installés.
Pendant la Première Guerre mondiale, le site accueillit un camp de prisonniers de guerre, dont des quartiers furent réservés aux soldats musulmans de la Triple-Entente : l'Halbmondlager, en français Camp du croissant. Ainsi y fut bâtie la première mosquée en Allemagne.
De 1939 à 1945, le lieu-dit nommé Wünsdorf accueillit le siège de l'état-major général des armées allemandes (Oberkommando der Wehrmacht, ou OKW), et l'état-major de l'armée de terre (Oberkommando des Heeres, ou OKH).
Le site se composait de trois complexes de bunkers, enterrés ou non : Zeppelin, Maybach I, Maybach II.
Dans le cadre de la Bataille de Berlin, tous les services présents à Zossen-Wünsdorf furent évacués vers Potsdam à partir du 25 avril 1945.
La défense du complexe est évoquée dans le film La chute, sorti en 2004.
Wünsdorf devient ensuite une base militaire soviétique (la plus grande en dehors de l'URSS) jusqu'en 1990. Un village du livre y est aujourd'hui installé.

## Personnalités liées à la ville
- Franz Kinderling (1820-1895), vice-amiral né à Zossen.
- Adolf Deissmann (1866-1937), théologien, mort à Wünsdorf, quartier de Zossen
- Eduard Wagner (1894-1944), général, mort à Zossen
- Helga Paris (1938-2024), photographe, y passe son enfance

## Jumelages
« Relations amicales », depuis la réunification de l'Allemagne, avec :
- Delbrück (Allemagne).
- Wittlich (Allemagne).